# 만성 통증
만성 통증은 3~6개월 이상 지속되는 통증으로 분류된다. 의학에서 급성 통증과 만성 통증의 구분은 때때로 발병 이후 경과된 시간에 따라 결정된다. 일반적으로 사용되는 두 가지 지표는 발병 후 3개월과 6개월에 지속되는 통증이지만 일부 이론가와 연구자는 급성 통증에서 만성 통증으로의 전환을 12개월로 지정했다. 다른 사람들은 30일 미만 지속되는 통증에 급성, 6개월 이상 지속되는 통증에 '만성', 1~6개월 지속되는 통증에 '아 급성' 이라는 용어를 적용한다. 고정된 기간이 없는 만성 통증의 일반적인 대체 정의는 "예상되는 치유 기간을 초과하는 통증"이다.
만성 통증은 신체, 뇌 또는 척수에서 발생할 수 있다. 치료가 어려운 경우가 많다. 역학 연구에 따르면 다양한 국가에서 8% - 11.2%의 사람들이 만성적으로 광범위한 통증을 앓고 있다. 통증이 조직 손상으로 인한 것인지 신경병증으로 인한 것인지에 따라 초기에는 만성 통증을 치료하기 위해 다양한 비오피오이드 약물이 권장된다. 인지 행동 치료 와 수용 및 헌신 치료를 포함한 심리 치료는 만성 통증이 있는 사람들의 삶의 질을 향상시키는 데 효과적일 수 있다. 만성 통증이 있는 일부 사람들은 아편유사제 치료의 혜택을 받을 수 있지만 다른 사람들은 이로 인해 해를 입을 수 있다. 비-마약성 약물의 도움을 받은 적이 없는 비-암성 통증이 있는 사람은 물질 사용 장애의 병력이 없고 현재 정신 질환이 없는 경우 아편유사제를 사용하도록 권장될 수 있다.
만성 통증이 있는 사람들은 우울증에 걸릴 확률이 더 높은 경향이 있으며,  만성 통증은 통증을 악화시키는 것에 대한 두려움으로 인해 신체 활동 감소에 기여할 수 있다. 통증 강도, 통증 조절 및 통증에 대한 회복력은 만성 통증이 있는 사람이 받는 다양한 수준과 유형의 사회적 지원에 의해 영향을 받을 수 있으며 개인의 사회경제적 지위에도 영향을 받는다.개인의 만성 통증 경험을 예측하는 한 가지 접근 방식은 생물학적 심리사회적 모델이며, 이에 따르면 개인의 만성 통증 경험은 생물학, 심리학 및 사회적 환경의 복잡한 혼합에 의해 영향을 받을 수 있다.

## 분류
국제 통증 연구 협회(International Association for the Study of Pain)는 만성 통증을 생물학적 가치가 없는 통증으로 정의하며, 정상적인 조직 치유 후에도 지속된다. DSM-5는 하나의 만성 통증 장애인 신체 증상 장애를 인식한다. 기준에는 6개월 이상 지속되는 통증이 포함된다.
국제질병분류, 11차 개정판(ICD-11)은 만성 통증에 대해 7가지 범주를 제안한다.
1. 만성 원발성 통증: 다른 통증 상태로는 설명할 수 없는 신체의 한 부위 이상에서 3개월 동안 지속되는 통증으로 정의된다.
2. 만성 암 통증: 암 또는 치료 관련 내장(내부 장기 내), 근골격 또는 뼈 통증으로 정의된다.
3. 만성 외상 후 통증: 감염성 또는 기존 상태를 제외하고 부상 또는 수술 후 3개월 동안 지속되는 통증.
4. 만성 신경병증성 통증: 체성 감각 신경계의 손상으로 인한 통증 .
5. 만성두통 및 구강안면통증 : 머리나 얼굴에 발생하는 통증으로 3개월 동안 50% 이상 지속된다.
6. 만성 내장 통증: 내부 장기에서 발생하는 통증.
7. 만성 근골격계 통증: 뼈, 근육, 관절 또는 결합 조직에서 발생하는 통증.

만성 통증은 "통각수용기"(통각 수용기라고 하는 특수 통증 센서를 활성화하는 염증 또는 손상된 조직에 의해 유발됨) 및 "신경병증"(신경계 손상 또는 오작동으로 유발됨)으로 나눌 수 있다.
통각수용성 통증은 "표면"과 "심부"로 나눌 수 있고, 심부 통증은 "심부 체성 "과 " 내장성"으로 나눌 수 있다. 표재성 통증은 피부 또는 표재성 조직에서 통각수용기의 활성화에 의해 시작된다. 심부 체성 통증은 인대, 힘줄, 뼈, 혈관, 근막 및 근육에 있는 통각수용기의 자극에 의해 시작되며 둔하고 아프며 국소화되지 않은 통증이다. 내장 통증은 내장(장기)에서 발생한다. 내장 통증은 잘 국소화될 수 있지만 종종 위치를 찾기가 매우 어려우며 여러 내장 영역이 손상되거나 염증이 생겼을 때 "연관된" 통증을 생성한다. 여기에서 감각은 병리 또는 손상 부위에서 멀리 떨어진 영역에 위치한다.
신경병증성 통증 은 "말초"(말초신경계에서 시작됨)와 "중추"(뇌 또는 척수에서 시작됨)로 나뉜다. 말초 신경병증성 통증은 종종 "화끈거림", "저림", "전기적", "찔림" 또는 "핀과 바늘"로 설명된다.

## 원인

### 병태생리학
지속적인 활성화 하에서 후각 으로의 통증 신호 전달은 통증 감김 현상을 일으킬 수 있다. 이것은 통증 신호가 전송되는 임계값을 낮추는 변경을 유발한다. 또한, 비통각수용성 신경 섬유가 통증 신호에 반응하고, 생성하고, 전달하도록 할 수 있다. 통증 신호를 생성하는 것으로 여겨지는 신경 섬유의 유형은 C-섬유이다. 왜냐하면 전도율이 느리고 오랜 시간 동안 지속되는 고통스러운 감각을 일으키기 때문이다. 만성 통증에서 이 과정은 일단 확립되면 되돌리거나 중지하기 어렵다. 어떤 경우에는 만성 통증이 신경 분화를 방해하는 유전적 요인에 의해 유발되어 통증 역치가 영구적으로 낮아질 수 있다.
다양한 원인의 만성 통증은 뇌 구조와 기능에 영향을 미치는 질병으로 특징지어진다. MRI 연구는 휴식 중에도 통증 처리와 관련된 영역을 포함하는 비정상적인 해부학적 연결성과 기능적 연결성을 보여주었다 . 또한 지속적인 통증은 회백질 손실을 유발하는 것으로 나타났으며, 이는 통증이 해결되면 되돌릴 수 있다.
이러한 구조적 변화는 신경가소성으로 설명할 수 있다. 만성 통증의 경우 신체의 신체 표현 은 말초 및 중추 감작에 따라 부적절하게 재구성된다. 이것은 이질통이나 통각과민을 유발할 수 있다. 만성 통증이 있는 개인에서 EEG는 변화된 뇌 활동을 보여 통증 유발 신경가소성 변화를 시사한다. 보다 구체적으로, 상대적 베타 활성(뇌의 나머지 부분에 비해)은 증가하고 상대적 알파 활성은 감소하고 세타 활성은 감소했다.

## 관리
통증 관리는 학제 간 접근 방식을 사용하는 의학의 한 분야이다. 다양한 의료 전문직과 관련 의료 전문직의 결합된 지식은 고통을 완화하고 고통을 안고 살아가는 사람들의 삶의 질을 향상시키는 데 사용된다. 일반적인 통증 관리 팀에는 의료 종사자(특히 마취과 의사), 재활 심리학자, 물리치료사, 작업치료사사, 의사 보조원 및 개업 간호사가 포함된다. 급성 통증은 일반적으로 한 명의 개업의의 노력으로 해결된다. 그러나 만성 통증을 관리하려면 치료 팀의 조정된 노력이 필요한 경우가 많다. 여러 유형의 만성 통증이 완전히 장기적으로 관해 되는 경우는 드물다.

### 비오피오이드
처음에 권장되는 노력은 비오피오이드 기반 요법이다. 의약품을 사용한 만성 통증의 비오피오이드 치료에는 아세트아미노펜(파라세타몰) 또는 NSAID가 포함될 수 있다.
통증이 조직 손상의 결과인지 신경병증(신경계 손상 또는 기능 장애로 인한 통증)인지에 따라 다양한 기타 비오피오이드 약물을 사용할 수 있다. 암 통증 이나 상태(예: 류마티스 관절염)의 결과로 인한 조직 손상으로 인한 만성 통증이 아편유사제로 가장 잘 치료된다는 제한된 증거가 있다. 신경병증성 통증의 경우, 삼환계 항우울제, 세로토닌-노르에피네프린 재흡수 억제제, 및 항경련제와 같은 다른 약물이 아편유사제보다 더 효과적일 수 있다. 올란자핀과 같은 일부 비정형 항정신병약물도 효과적일 수 있지만 이를 뒷받침하는 증거는 매우 초기 단계에 있다. 만성 통증이 있는 여성의 경우 경구 피임약과 같은 호르몬 약물이 도움이 될 수 있다. 단일 최적 적합에 대한 증거가 없는 경우 의사는 개인에게 적합한 치료법을 찾아야 할 수 있다. 의사가 통증 관리를 위해 오피오이드를 사용할 사람과 계속해서 중독을 일으킬 사람을 예측하는 것은 어렵다. 또한 의사가 아편 중독과 함께 살고 있기 때문에 어떤 환자가 아편유사제를 요청하는지 아는 것도 어려운 일이다. 혜택을 받는 사람들에게 아편유사제 치료를 보류, 중단 또는 철회하면 해를 입을 수 있다.
통증유발점 주사, 신경용해 차단 및 방사선 요법과 같은 기술을 포함한 중재적 통증 관리 가 적절할 수 있다. 초음파 를 지지하는 고품질의 증거는 없지만 비특이적 만성 요통에서 기능 개선에 작은 효과가 있는 것으로 밝혀졌다.
인지 행동 치료와 수용 및 헌신 치료를 포함한 심리 치료는 삶의 질을 개선하고 통증 간섭을 줄이는 데 도움이 될 수 있다. 간단한 마음챙김 기반 치료 접근법이 사용되었지만 아직 1차 치료로 권장되지는 않다. 마음챙김 기반 통증 관리(MBPM)의 효과는 다양한 연구에 의해 뒷받침되었다.
노인들 사이에서 심리적 개입은 통증을 줄이고 통증 관리에 대한 자기 효능감을 향상시키는 데 도움이 될 수 있다. 심리적 치료는 만성 두통이나 혼합 만성 통증 상태를 가진 어린이와 십대에게도 효과적인 것으로 나타났다.
운동이 만성 통증을 줄이는 방법으로 제공되고 혜택에 대한 일부 증거가 있지만 이 증거는 잠정적이다. 만성 통증이 있는 사람들에게 운동은 부작용이 거의 없다.

### 아편유사제
다른 조치로 혜택을 본 적이 없고 정신 질환이나 약물 남용 장애의 병력이 없는 사람들에게는 아편유사제로 치료를 시도할 수 있다. 상당한 이점이 발생하지 않으면 중단하는 것이 좋다. 아편유사제를 복용하는 사람들의 경우 사용을 중단하거나 줄이면 통증을 포함한 결과가 개선될 수 있다.
만성 통증이 있는 일부 사람들은 아편유사제 치료의 혜택을 받고 다른 사람들은 그렇지 않다. 일부는 치료로 인해 피해를 입다. 성호르몬 생산 감소, 성선 기능 저하증, 불임, 면역 체계 손상, 노인의 낙상 및 골절, 신생아 금욕 증후군, 심장 문제, 수면 장애 호흡, 아편유사제 유발 통각과민, 신체적 의존, 중독, 남용 및 과다 복용이 가능한 해이다.

## 결과
만성 통증을 가진 사람들은 수면 장애, 약물 및 질병 증상으로 인한 불면증을 종종 경험한다. 이러한 상태는 특히 다른 의사가 상태를 치료할 때 약물 상호작용의 가능성이 높기 때문에 치료하기 어려울 수 있다.
심한 만성 통증은 특히 심장병과 호흡기 질환으로 인한 10년 동안의 사망 위험 증가와 관련이 있다. 신체 내분비계의 비정상적인 스트레스 반응과 같은 몇 가지 메커니즘이 이러한 증가에 대해 제안되었다. 또한, 만성 스트레스는 플라크가 동맥 벽(동맥경화증)에 얼마나 빨리 축적될 수 있는지를 증가시켜 심장 및 폐(심혈관계) 건강에 대한 위험에 영향을 미치는 것으로 보이다. 그러나 심각한 만성 통증, 스트레스 및 심혈관 건강 사이의 관계를 명확히 하기 위해서는 추가 연구가 필요하다.

## 같이 보기
- 도파민작동성 경로